# Paracanista arachnae
Paracanista arachnae – gatunek chrząszcza z rodziny kózkowatych i podrodziny zgrzypikowych. Jedyny przedstawiciel rodzaju Paracanista.

## Zasięg występowania
Gatunek ten występuje na Nowej Kaledonii.